# Reino Zulu
```
   |-
       | 
Erro:
:  
valor não especificado para "
continente
"
```

Reino Zulu ou Zululândia (também chamado de Império Zulu) foi um estado pré-colonial africano localizado na África Austral. O mesmo dominou grande parte da porção oriental da atual África do Sul, desde o sul do rio Tugela ao norte do rio Pongola. O extinto Reino Zulu seria atualmente o equivalente à chamada Nação Zulu, ou seja, o povo zulu, grupo que geograficamente vive em territórios correspondentes à África do Sul, Lesoto, Essuatíni, Zimbábue e Moçambique e que tem como líder um sub-monarca, sendo o atual o rei Misuzulu Zulu.

## História
Em meados do século XVIII começaram a culminar guerras entre tribos africanas, na região da atual África do Sul, pela posse de terras, principalmente entre a cordilheira do Drakensberg e o mar. Os rios que descem da cordilheira formavam fronteiras naturais, por conseguinte formaram-se três grandes grupos de tribos angunes: os suázis, comandados por Sobuza, os anduandués, comandados por Zwide, e os mtétuas, comandados por Cetshwayo. As lutas entre estas tribos eram muito frequentes e por essa razão começou-se aprimorar a organização militar.
Por volta de 1787 nasce na tribo zulu Shaka, filho do Príncipe Senzangakhona e da Princesa Nandi da família real Mhlongo, fruto de uma gravidez antecedente ao casamento, algo proibido na tribo zulu. Por isto ele não foi considerado herdeiro do trono e acabou, na adolescência, sendo incorporado ao exército de Cetshwayo, onde tornou-se o guerreiro favorito do rei e passou a comandar um regimento do exército. A posição de Shaka no exército de Cetshwayo fez com que o grande chefe expansionista dos mtétuas o ajudasse a tomar o trono pela força, após morte de seu pai em 1816.
Dois anos mais tarde, em 1818, houve uma grande batalha entre Cetshwayo e Zwide e o chefe dos mtétuas foi morto, levando Shaka a tomar conta do poder e dar início a reformas militares, incluindo novas táticas de guerra e o uso de novas ferramentas, como uso do escudo que protegia o corpo inteiro e implantou a substituição a lança que se atirava por uma lança mais curta, qual funcionava como uma espada. Shaka instituiu a técnica de combate "corpo-braço-cabeça" em que o corpo era a grande concentração de esquadrão central e a única que os inimigos podiam ver.
Foi graças a esta organização militar de Shaka que os zulus conseguiram conquistar e derrotar numerosas outras tribos, levando o título de Grandes Guerreiros.

### Reino Zulu
A ascensão do reino Zulu deu-se pela vitória sobre o exército anduandué na chamada "batalha de Gokoli". Após conflitos envolvendo a tribo anduandué, sendo informado que Sikuniana planejava o atacar, Shaka ordena um um ataque aos anduandué, dando origem a um grande massacre no qual cerca de 40 mil anduandués morreram. Com isto, os anduandués deixaram de existir como uma tribo independente.
O reino Zulu cresceu para dominar grande parte do que hoje é o Cuazulo-Natal e a África Austral.
Entretanto, quando o reino Zulu entrou em conflito com o Império Britânico na década de 1870 durante a Guerra Anglo-Zulu, foi derrotado e dominado pelo Império Britânico em 1879 e se tornou um protetorado do mesmo em 1883. Em 1897 o reino foi dissolvido e anexado à Colônia de Natal até 1910, quando a mesma se tornou parte da União Sul-Africana. Foi finalmente convertido em província da República da África do Sul em 1993 como a província de Cuazulo-Natal.

### Situação atual

O atual rei Misuzulu kaZwelithini.

Atualmente o antigo reino é uma monarquia subnacional que pertence a África do Sul onde a família real Zulu é reconhecida como patrimônio cultural sul-africana e o rei Misuzulu Zulu, tem assento no parlamento regional.

## Leia também
- Zulus
- Língua zulu